# Oiclus nanus
Espèce
Oiclus nanus est une espèce de scorpions de la famille des Diplocentridae.

## Distribution
Cette espèce est endémique de l'île de Grande-Terre en Guadeloupe.

## Description
Le mâle holotype mesure 20,10 mm et le mâle paratype 23,20 mm.
Les mâles mesurent de 20,10 à 23,20 mm et les femelles de 21,20 à 30,80 mm.

## Étymologie
Cette espèce décrite par Rolando Teruel et Léonard Chazal en 2010, nanus signifiant petit, du fait de la relative petite taille de cette espèce. 

## Publication originale
- Teruel et Chazal, 2010 : A new species of the genus Oiclus Simon, 1880 (Scorpiones: Scorpionidae: Diplocentrinae) from Guadeloupe, Lesser Antilles. Euscorpius, no 92, p. 1-9 (texte intégral).